# Loni von Friedl
Loni von Friedl (* 24. Juli 1943 als Leontine Anna Maria Friedl Liebentreu in Wien) ist eine österreichische Schauspielerin.

## Leben

### Frühzeit
Der österreichische Kameramann Fritz von Friedl und seine aus Berlin stammende Ehefrau übersiedelten, um den Luftangriffen der Alliierten auf Berlin im Jahr 1943 zu entgehen, zurück nach Wien. Kurz darauf kam Loni Friedl auf die Welt. Schon frühzeitig übernahm Loni Friedl Kinderrollen auf der Bühne und beim Hörfunk. Ihre Filmkarriere startete im Jahr 1950, als sie als Siebenjährige in dem englischen Kinderfilm Der geheimnisvolle Wilddieb mitwirkte. Im darauffolgenden Jahr spielte sie gemeinsam mit ihrem zwei Jahre älteren Bruder Fritz (Vinzenz als Kind) unter der Regie von Georg Marischka und an der Seite von Paul Hörbiger in der Musikkomödie Der fidele Bauer die Rolle der kleinen Annamirl Raudaschl, die als erwachsene Frau von Helli Servi verkörpert wurde.
Nach ihrer Schulzeit nahm sie Ballettunterricht bei Pia Lucca und drei Jahre Schauspielunterricht bei Vera Balser-Eberle in Wien.

### Film- und Fernsehkarriere
1962 erhielt Loni von Friedl im Rahmen des Deutschen Filmpreises das Filmband in Gold in der Kategorie „Beste Nachwuchsschauspielerin“, für ihre Rolle in der Berliner Alltagsgeschichte Zwei unter Millionen, in der Hardy Krüger ihr Partner war, ebenso wie für ihre Rolle in dem schweizerisch-deutschen Filmdrama Die Schatten werden länger, in dem sie an der Seite von Luise Ullrich, Barbara Rütting und Hansjörg Felmy zu sehen war. In dem US-amerikanischen Kriegsfilm Der blaue Max spielte sie 1966 unter der Regie von John Guillermin neben George Peppard, James Mason und Ursula Andress. In dem britischen Science-Fiction-Film Unfall im Weltraum von 1969, in dem es um eine Reise zur mythischen Gegenerde geht, hatte von Friedl ebenfalls eine Rolle inne. In der Folge wirkte sie in weiteren Filmen mit.
Seit den 1970er Jahren ist sie außerdem eine vielbeschäftigte Darstellerin im Fernsehen. In der Abenteuerserie Diamantendetektiv Dick Donald spielte sie 1971 in 13 Folgen an der Seite ihres damaligen Ehemannes Götz George, der die Titelrolle verkörperte, dessen Assistentin Daisy. Von 1984 bis 1991 wirkte von Friedl in 20 Folgen der Fernsehserie Ein Heim für Tiere, die sich um die Tierarztpraxis des von Siegfried Wischnewski verkörperten Dr. Willi Bayer dreht, als Ärztin Dr. Ingrid Probst mit. Im Jahr 1986 wirkte sie in 12 Folgen der Familienserie Teufels Großmutter mit, in der sie die Tochter Hetty der von Brigitte Horney verkörperten Dorothea Teufel spielte. In den Jahren 1987 und 1988 spielte sie in 18 Folgen eines der Familienmitglieder der großen Familie Kurwaski, die gemeinsam das Landhotel Waldhaus führt. In der komödiantischen Fernsehserie Peter und Paul, die von 1994 bis 1998 im Fernsehen lief, war von Friedl in der Rolle der Freifrau von Rabenberg zu sehen. Helmut Fischer und Hans Clarin waren die namengebenden Hauptfiguren Peter und Paul, zwei verschwägerte Bürgermeister. Ihre bislang letzte Rolle spielte sie im Jahr 2018 in zwei Folgen der Fernsehserie Um Himmels Willen.

### Theaterkarriere
1958 bekam Loni von Friedl ein Engagement am Wiener Burgtheater, wo sie bis 1965 agierte. Daneben trat sie an den Städtischen Bühnen von Köln (1958/59), an der Kleinen Komödie in München (1961) und dem Renaissance-Theater in Berlin (1962) auf. Mehrfach gastierte sie am Thalia Theater in Hamburg. 1966/67 spielte sie am Münchner Residenztheater, danach am Berliner Schillertheater. Von 1973 bis 1975 und erneut 1980/81 gehörte sie zum Ensemble der Staatlichen Schauspielbühnen Berlin, von 1976 bis 1980 stand sie am Thalia Theater in Hamburg unter Vertrag, und zuletzt wieder am Schillertheater in Die Katze auf dem heißen Blechdach.
Im Juni 2007 stand Loni von Friedl im St. Pauli Theater in Hamburg als Bette Davis in (Solo für Bette) auf der Bühne, einem Theaterstück, das sie in Zusammenarbeit mit Horst Königstein verfasst hatte, der im Jahre 2013 verstarb. Auch in Berlin spielte sie dieses Stück (im Theater O-TonArt im Jahr 2010). Eine Studentin von Königstein, Julia Bossert, drehte mit von Friedl im Jahr 2013 ihre Filmdiplomarbeit (Drehbuch und Regie) Elli & Richard. Dieser Film bekam beim Festival in Kyoto den Zuschauerpreis.

## Familie
Loni von Friedl war von 1966 bis 1976 in erster Ehe mit Götz George verheiratet. Aus dieser Ehe stammt Tanja George, die in Australien lebt und als Bildhauerin arbeitet. In zweiter Ehe war von Friedl ab 1995 mit dem Schauspieler Jürgen Schmidt verheiratet, der im November 2004 in München, wo sie bis heute lebt, an einer Leukämieerkrankung starb.
Loni von Friedls Bruder Fritz von Friedl (1941–2024) und ihr Neffe Christoph von Friedl waren bzw. sind ebenfalls Schauspieler.

## Filmografie
- 1950: Der geheimnisvolle Wilddieb (The Mysterious Poacher)
- 1951: Der fidele Bauer
- 1951: Maria Theresia
- 1954: Maxie
- 1957: Lachendes Wien
- 1959: Das Nachtlokal zum Silbermond
- 1959: Wenn die Glocken hell erklingen
- 1960: Das Paradies (Fernsehfilm)
- 1960: Mein Schulfreund
- 1961: Zu jung für die Liebe?
- 1961: Zwei unter Millionen
- 1961: Die Schatten werden länger
- 1962: Die glücklichen Jahre der Thorwalds
- 1963: Liebe will gelernt sein
- 1964: Der Verschwender
- 1964: Ihr erster Ball (Fernsehfilm)
- 1964: Der Kreis (Fernsehfilm)
- 1964: Frühstück mit dem Tod
- 1966: Die Tage und Nächte der Beebee Fenstermaker (Fernsehfilm)
- 1966: Der blaue Max (The Blue Max)
- 1968: Django – Ein Sarg voll Blut (Il momento di uccidere)
- 1968: Der Todeskuss des Dr. Fu Man Chu (The Blood of Fu Manchu)
- 1969: Spion unter der Haube (Fernsehfilm)
- 1969: Unfall im Weltraum (Doppelgänger)
- 1970: Die Kriminalerzählung (Fernsehserie)
- 1971: Sterben (Fernsehfilm)
- 1971: Diamantendetektiv Dick Donald (Fernsehserie, 13 Folgen)
- 1971: Glückspilze (Fernsehfilm)
- 1973: Zwischen den Flügen (Fernsehserie)
- 1973: Hamburg Transit (Fernsehserie, Folge Die Fahrkarten bitte)
- 1974: Wecken Sie Madame nicht auf (Fernsehfilm)
- 1978: Liebe und Abenteuer
- 1980: Der Floh im Ohr (Fernseh-Inszenierung)
- 1980: Anderland (Fernsehserie)
- 1982: Familien-Bande (Fernsehserie)
- 1983: Die Krimistunde (Fernsehserie)
- 1983: Liebe hat ihre Zeit (Fernsehfilm)
- 1983: Katzenspiel (Fernsehfilm)
- 1984: Ein Fall für zwei (Fernsehserie, Folge Totes Kapital)
- 1984: Auf immer und ewig (Fernsehfilm)
- 1984: Bali (Fernsehfilm)
- 1984: Unerreichbare Nähe
- 1984: Die Krimistunde (Fernsehserie, Folge 12, Episode: Der zerstreute Chemiker)
- 1985: Big Mäc
- 1985–1987: Ein Heim für Tiere (Fernsehserie, 20 Folgen)
- 1986: Teufels Großmutter (Fernsehserie, zwölf Folgen)
- 1986: Unternehmen Köpenick (Fernsehserie, sechs Folgen)
- 1986: Lauter Glückspilze (Fernsehserie)
- 1987: Ein Fall für zwei (Fernsehserie, Folge Wertloses Alibi)
- 1987: Derrick (Fernsehserie, Folge Ein Weg in die Freiheit)
- 1987: Die Schwarzwaldklinik (Fernsehserie, Folge Steinschlag)
- 1987–1988: Waldhaus (Fernsehserie, 18 Folgen)
- 1989: Killer kennen keine Furcht (Fernsehfilm)
- 1989: Jede Menge Schmidt (Fernsehfilm)
- 1989–1990: Mit Leib und Seele (Fernsehserie, zwei Folgen)
- 1990: Das Traumschiff – New Orleans (Fernsehreihe)
- 1990: Kartoffeln mit Stippe (Fernsehfilm)
- 1990: Edgar, Hüter der Moral (Fernsehserie)
- 1990: Tatort: Tod einer Ärztin (Fernsehreihe)
- 1992: Chéri, mein Mann kommt! (Fernsehfilm)
- 1992: Peter und Paul (Fernsehserie)
- 1992: Tücken des Alltags (Fernsehserie)
- 1993: Auto Fritze (Fernsehserie)
- 1993: Ein Mann am Zug (Fernsehserie)
- 1994: Ein unvergeßliches Wochenende… in Südfrankreich (Fernsehfilm)
- 1994: Mutter der Braut (Fernsehfilm)
- 1994: Amok (Fernsehfilm)
- 1994–1998: Peter und Paul (Fernsehserie, sieben Folgen)
- 1996: Rosamunde Pilcher – Wind der Hoffnung (Fernsehfilm)
- 1996: Mona M. – Mit den Waffen einer Frau (Fernsehserie, Folge Unter Verdacht)
- 1997: Die rote Waschmaschine
- 1997: Gegen den Strom (Fernsehfilm)
- 1997: Das Phantom von Bonn
- 1997: Trügerische Nähe (Fernsehfilm)
- 1999: Ein Fall für zwei (Fernsehserie, Folge Kalt erwischt)
- 1999: Das Tal der Schatten (Fernsehfilm)
- 2003: Rosamunde Pilcher: Flammen der Liebe (Fernsehfilm)
- 2006: In Ruhe miteinander reden (Diplomfilmarbeit)
- 2006: Unser Reigen (Fernsehfilm)
- 2008: Die Treuhänderin – Ein Porträt der Birgit Breuel (Fernsehfilm)
- 2010: Elli und Richard (Diplomfilmarbeit)
- 2014: Monsoon Baby (Fernsehfilm)
- 2018: Um Himmels Willen (Fernsehserie, 2 Folgen)

## Auszeichnungen
- 1962: Deutscher Filmpreis – Filmband in Gold in der Kategorie „Beste Nachwuchsschauspielerin“ für ihre Rollen in den Filmen Zwei unter Millionen und Die Schatten werden länger[7]
- 1962: Bambi
- 1962: Kritikerpreis
- 1968: Blue Ribbon Award
- 1976: Hersfeld-Preis der Bad Hersfelder Festspiele[8]